# Моултон, Артур
Артур Мо́ултон (Arthur Moulton; 1873 — 1962) — общественный деятель США и международного движения за мир.

## Биография
С 1901 года до выхода на пенсию в 1946 году был протестантским епископом. Участвовал в Первой мировой войне на территории Франции в качестве капеллана.

## Награды
- Международная Сталинская премия «За укрепление мира между народами» (1951). От получения положенной денежной суммы отказался, прокомментировав свой поступок: «Единственной наградой, которую я хотел бы получить от работы за мир, является только мир» («The only reward I want in working for peace is peace»)[1].